# Calendário ático
O calendário ático, em vigor em Atenas durante a Antiguidade (as evidências principais são dos séculos V e IV a.C.), é o mais conhecido dos calendários gregos. No entanto, na Grécia Antiga havia vários tipos de calendários, pois cada cidade podia instituir a sua própria metodologia de marcação de tempo. 
Em Atenas, por exemplo, existiam simultaneamente dois tipos de calendário, um festivo e outro cívico. O calendário festivo era voltado à religião e às festividades, de acordo com o ciclo lunar de dias, tendo os meses os nomes dos principais festivais realizados. Já o calendário cívico era usado na epigrafia e se propunha a registrar as questões políticas, sendo baseado em pritanias, na tribo regente e no arconte epônimo (magistrado que dava o nome daquele ano). Apesar de serem duas marcações temporárias distintas, ambos podiam ser utilizados concomitantemente e a diferença deles não significa uma hierarquia.  

No exemplo abaixo, do período helenístico, podemos ver tanto a referência ao calendário religioso quanto ao calendário cívico do Conselho (em referência à Bulé), pois a data foi inscrita de maneira completa no cabeçalho de uma estela:
"No ano em que Pélope é arconte, durante a décima segunda pritania da tribo dos Ptolomeus [...] No décimo sexto dia do mês de Ciroforião, o décimo sexto dia da pritania [ἐπὶ Πέλοπος ἄρχοντος ἐπὶ τῆς Πτολεμαιΐδος δωδεκάτης πρυτανείας [...] Σκιροφοριῶνος ἕκτει ἐπὶ δέκα, ἕκτει καὶ δεκάτει τῆς πρυτανείας]"
Assim, de acordo com o calendário religioso, eles estavam no 16º dia do mês de Ciroforião, mas no calendário do Conselho eles estavam no 16º da pritania da tribro dos Ptolomeus, ambos no ano nomeado pelo arconte Pélope, o que se presume corresponder a uma data aproximada do dia 16 de junho de 146 a.C., de acordo com nosso calendário gregoriano.

## Os diferentes ciclos
O ano ateniense compunha-se de doze meses lunares. Originalmente cada mês tinha trinta dias. Posteriormente, com o fim de ajustar-se ao ciclo lunar, foi implantada uma alternância entre meses de 29 dias (κοῖλοι μῆνες / koĩloi mễnes) e de 30 dias (μῆνες πλήρεις / mễnes plếreis). O resultado é um ano de 354 dias, ou seja, onze dias a menos que o ano solar. Para remediar este problema, havia um décimo-terceiro mês de trinta dias a cada dois anos lunares. 

## Meses do calendário
A noção de ciclo, e sobretudo o fato de intercalar um mês suplementar, faz impossível que coincida de maneira exata os meses ateniense e os meses do calendário gregoriano, utilizado atualmente na maior parte do mundo. De facto, a diferença pode representar um mês inteiro. 
Os nomes dos meses são ligados às divindades gregas ou a festas religiosas. O ano começa por volta do equinócio de outono.

### Verão (Θέρος)
| Nome        | Nome grego                  | Significado                     | Duração | equivale aproximadamente a | Festas principais |
| Hecatombeu  | Ἑκατομϐαιών / Hekatombaiốn  | "o mês da festas da 'hecatombe" | 30 dias | julho*                     | festas da Paz     |
| métagitnion | Μεταγειτνιών / Metageitniốn | "o mês das mudanças"            | 29 dias | agosto*                    |                   |
| boédromion  | Βοηδρομιών / Boêdromiốn     | "o mês das Boedrômias"          | 30 dias | setembro*                  |                   |

### Outono (Φθινόπωρον)
| Nome        | Nome grego                  | Significado                           | Duração | equivale aproximadamente a | Festas principais |
| pyanepsion  | Πυανεψιών / Puanépsiốn      | "o mês da festa das "Pyanepsias"      | 30 dias | outubro*                   | Epitáfias         |
| mæmactérion | Μαιμακτηριών / Maimakteriốn | "o mês de Zeus Maimaktês (Impetuoso)" | 29 dias | novembro*                  |                   |
| posidéon    | Ποσειδεών / Poseideốn       | "o mês de Posidão"                    | 29 dias | dezembro*                  | Dionísias rurais  |

O mês intercalar insere-se entre poseideốn e gameliốn. Recebe o nome de poseideốn ΙΙ (δεύτερος ou ὕστερος), dura 30 dias e é aproximadamente equivalente a dezembro-janeiro.

### Inverno (Χεῖμα)
| Nome         | Nome grego                 | Significado                              | Duração | equivale aproximadamente a | Festas principais |
| gamélion     | Γαμηλιών / Gameliốn        | "o mês des casamentos"                   | 30 dias | janeiro*                   | Leneenas          |
| anthestérion | Ἀνθεστηριών / Anthestêriốn | "o mês das flores", em honra de Dionísio | 29 dias | fevereiro*                 | Antestérias       |
| élaphébolion | Ἑλαφηϐολιών / Elaphêboliốn | "o mês de Artêmis Elaphêbolos"           | 30 dias | março*                     | Dionísias urbanas |

### Primavera (Ἔαρ)
| Nome         | Nome grego                 | Significado                                      | Duração | equivale aproximadamente a | Festas principais                                                      |
| munichion    | Μουνιχιών / Mounikhiốn     | "o mês de Artêmis Munichia"                      | 29 dias | abril*                     |                                                                        |
| thargélion   | Θαργηλιών / Thargêliốn     | "o mês das Targélias, em honra à Artêmis e Apolo | 30 dias | maio*                      | Targélias                                                              |
| scirophorion | Σκιροφοριών / Skirophoriốn | "o mês dos Cirofórios, em honra a Atena          | 29 dias | junho*                     | Cirofórios referente aos homens que carregam o fogo ou tochas de fogo. |

*baseando-se no hemisfério norte.